# Alpiscorpius orgeli
Espèce
Alpiscorpius orgeli est une espèce de scorpions de la famille des Euscorpiidae.

## Distribution
Cette espèce est endémique de la province de Manisa en Turquie. Elle se rencontre vers Demirci.

## Systématique et taxinomie
Cette espèce a été décrite par Yağmur en 2024.

## Publication originale
- Yağmur, 2024 : « Alpiscorpius orgeli sp. nov., a new scorpion species from Manisa Province, Turkey (Scorpiones: Euscorpiidae). » Zoology in the Middle East, p. 1–13.